# فير زارا (فلم هندي)
فير-زارا (بالإنجليزية: Veer-Zaara)، (بالهندية: वीर-ज़ारा) هو فيلم دراما رومانسية هندية من إنتاج عام 2004 ومن إخراج ياش تشوبرا. الفيلم من بطولة شاه روخ خان، بريتي زينتا وراني موكيرجي في الأدوار الرئيسية، مع مانوج باجباي، كيرون خير، ديفيا دوتا وأنوبام خير في أدوار مساعدة. الممثلان المخضرمان أميتاب باتشان وهيما ماليني ظهرا ظهورا خاصا في الفيلم. قصة الفيلم والحوارات كتبت من قبل أديتيا تشوبرا.
يتتبع الفيلم قصة الحب الحزينة بين الطيار وقائد السرب في القوات الجوية الهندية فير براتاب سينغ، وفتاة باكستانية متحدرة من عائلة سياسية غنية في لاهور اسمها زارا حياة خان. المحامية الباكستانية سامية صديقي، تجد فير في السجن، وعند الاستماع لقصته، تحاول جهدها لإطلاق سراحه.
الفيلم أصبح الفيلم البوليوودي الأعلى دخلا لذلك العام في كل من شباك التذاكر الهندي والعالمي، محققا أكثر من 942.2 مليون روبية هندية (14 مليون دولار أمريكي) في جميع أنحاء العالم، بالإضافة إلى كونها عرضت في العديد من المهرجانات السينمائية البارزة حول العالم. موسيقى الفيلم مستندة على المؤلفات القديمة للراحل مادان موهان وقصائد جافد أختار، وكانت الموسيقى ناجحة أيضا. تلقى فير-زارا مراجعات إيجابية من النقاد، وفاز بالعديد من الجوائز. كان الفيلم علامة على عودة تشوبرا للإخراج بعد سبعة سنوات على إخراجه لفيلم Dil To Pagal Hai والذي كان من بطولة شاه روخ خان أيضا.

## القصة
معظم أحداث القصة تُكشف كفلاشباك من زنزانة السجين فير براتاب سينغ.
يبدأ السرد من خلال إظهار زارا حياة خان بريتي زينتا، وهي فتاة باكستانية شابة مستقلة ومرحة، تسافر إلى الهند حاملة معها رماد مربيتها السيخية بيبي (بيبي هي كلمة بنجابية تشير إلى الأم أو الجدة، ولكن هنا استخدمت لمربية زارا العجوزة). قبل وفاتها، ترجو بيبي (زهرة سيغال من زارا تلبية أمنيتها الأخيرة، وهي بأن تأخذ رمادها إلى مدينة السيخ المقدسة كيراتبور في الهند، وأن تقوم بنثرها في نهر سوتليج، بين أسلافها. تقرر زارا بتحقيق رغبة بيبي.
عند بلوغ الهند، تتعرض حافلة زارا إلى حادث مما يؤدي إلى انقلابها. الطيار في سلاح الجو الهندي وقائد السرب فير براتاب سينغ (شاه روخ خان) يأتي لنجدتها وبواسطة مساعدته تكمل زارا طقوس بيبي الأخيرة. ينجح فير بإقناع زارا للعودة معه إلى قريته لقضاء يوم واحد معا هناك. توافق زارا ويقوم فير بأخذها في جولة في البنجاب الهندية. يزورون قرية فير في يوم مهرجان لودي ويقابلان عم فير تشودري سومير سينغ (أميتاب باتشان وزوجة عمه ساراسواتي كاور (هيما ماليني). عم فير يخبره بإنه شاهد في المنام زارا تصبح زوجته، فير يدرك إنه واقع في حب زارا. عندما يأخذها للحاق بالقطار المتوجه إلى لاهور، ينتظر فير الفرصة الملائمة ليخبر زارا عن مشاعره، ولكن قبل أن يتمكن من فعل ذلك، يقابلهم خطيب زارا الذي جاء بحثا عنها، رازا (مانوج باجباي). وقبل أن تجلس في القطار، فير يعترف بحبه لزارا. ولكنه لا يشعر بأي إحساس من مشاعر زارا، وعند مغادرة زارا يكتشف فير بأن واحد من خلاخيل زارا الفضية ماتزال معه. وهي تومئ بأن يبقيه معه، وكلاهما يعتقدان أن هذا هو نهاية الطريق لعلاقتهما وأنهما ربما لن يلتقيا مجددا.
عند وصولها إلى باكستان، تدرك زارا إن لديها مشاعر عميقة من الحب لفير، ولكن واجبها هو الحفاظ على شرف عائلتها والزواج من خطيبها، زواج من شأنه أن يخدم مهنة والدها السياسية. وتخبر والدتها عن شاب هندي مستعد للتضحية بحياته من أجلها. سرعان ما تبدأ زارا برؤية فير في كل مكان حولها وأخيرا تخبر خادمتها وصديقتها شابو (ديفيا دوتا)، بأنها واقعة في حبه. تتصل شابو بفير وتخبره كيف أن زارا بائسة بدونه. وترجو منه أن يأتي ويأخذ زارا بعيدا. فير الذي أخبر زارا بأنه مستعد للتخلي عن حياته من أجلها، يترك عمله في سلاح الجو الهندي ويذهب إلى باكستان ليجلب زارا معه إلى الهند. ولكن والدة زارا مريم حياة خان (كيرون خير) تتوسله بأن يترك زارا بما أن والد زارا السياسي الرفيع جيهانجير حياة خان (بومان إيراني) سوف تتدمر سمعته وصحته إذا نشرت الأخبار أن ابنته واقعة في حب هندي. فير يحترم طلبها ويقرر المغادرة إلى الهند، ولكن رضا، الغاضب من العار الذي جلبته زارا إليه، يلفق تهمة لفير ويسجنه بتهمة كونه جاسوس هندي.
تنتقل القصة إلى الأمام 22 سنة، وفير يجتمع الآن مع سامية صديقي (راني موكيرجي)، والتي هي محامية باكستانية مثالية، تهدف في حياتها إلى تمهيد الطريق لتمكين المرأة في باكستان. قررت الحكومة الباكستانية إعادة النظر في قضايا بعض السجناء الهنود، ويتم إعطاء حالة السجين 786 (فير) إلى سامية صديقي. العديد يعتقدون أنها مهمة مستحيلة نظرا لأن السجين يقبع في السجن ولم يتحدث إلى أي شخص على مدى السنوات الـ22 الماضية. ويقود النيابة ذاكر أحمد (أنوبام خير)، رئيس سامية السابق والذي لم يخسر أية قضية إطلاقا. يخبر فير سامية بأنها تستطيع الدفاع عن قضيته ولكن بدون التنويه عن أسرة زار ناهيك عن إستدعائها. يعتبر بعض المسلمين إن العدد 786 هو عدد مقدس في الإسلام، مما يقنع سامية بأن الله قد اختار فير لهدف خاص، وتصبح أكثر تصميما على تبرئته واستعادة اسمه وهويته واعادته إلى بلاده.
بعد أن تقدم النيابة القضية، تدرك سامية بأنها يجب أن تعبر الحدود وتعثر على شخص في قرية فير بإمكانه إثبات هويته الحقيقية. هناك، تلتقي سامية بزارا، التي كانت قد هربت إلى الهند وأصبحت مديرة مدرسة للفتيات بعد وفاة عم فير وزوجة عمه. وقد كانت تظن إن فير لقى حتفه في الباص الذي هوى من على جرف صخري موديا بحياة كل ركابه الذين كانوا في طريقهم إلى الهند. سامية تعيد زارا إلى باكستان لتقول للمحكمة الحقيقة حول هوية فير. القاضي يطلق سراح فير ويعتذر نيابة عن باكستان. بعد أن يصبح فير حرا أخيرا، هو وزارا يودعان سامية وباكستان عند معبر واجاه الحدودي، عائدان إلى قريتهما معا.

## الممثلين
- شاه روخ خان بدور فير براتاب سينغ
- بريتي زينتا بدور زارا حياة خان
- راني موكيرجي بدور سامية صديقي
- مانوج باجباي بدور رضا شيرازي
- أميتاب باتشان بدور تشودري سومير سينغ (ظهور خاص)
- هيما ماليني بدور ساراسواتي كاور (ظهور خاص)
- ديفيا دوتا بدور شابو
- أخيليندرا ميشرا بدور السجان الباكستاني
- كيرون خير بدور مريم حياة خان
- بومان إيراني بدور جيهانجير حياة خان
- أنوبام خير بدور ذاكر أحمد
- زهرة سيغال بدور بيبي (مربية زارا)
- توم ألتر بدور الدكتور
- غورداس مان ظهور خاص بأغنية 'Aisa Des Hai Mera'

## وصلات خارجية
- مقالات تستعمل روابط فنية بلا صلة مع ويكي بيانات